# 转换 (BDSM)

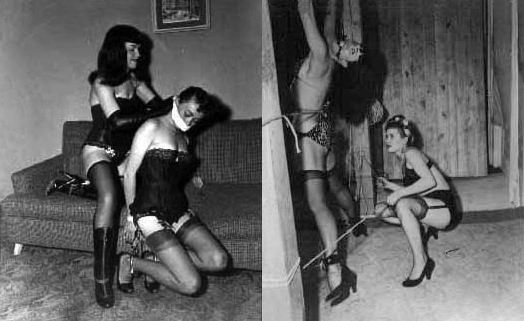

雙向 (BDSM)（英语：Switch (BDSM)），是在BDSM，有时为主导方，有时为顺从方的角色。合作伙伴可以根据心情转换角色，或者允许每个伙伴体验他们最佳的活动。例如，两个伙伴可能有相同的支配与顺从倾向，所有进行转换来体验自己喜欢的倾向。’